# Acalolepta pseudodentifera
Acalolepta pseudodentifera är en skalbaggsart som först beskrevs av Stefan von Breuning 1942.  Acalolepta pseudodentifera ingår i släktet Acalolepta och familjen långhorningar. Inga underarter finns listade i Catalogue of Life.